# Devarashigihalli, Sampgaon
Devarashigihalli là một làng thuộc tehsil Sampgaon, huyện Belgaum, bang Karnataka, Ấn Độ.